# دراون کریک (اکلاهما)
دراون کریک(به انگلیسی: Drowning Creek) شهری در ایالت اکلاهما کشور ایالات متحده آمریکا است که جمعیت آن در سرشماری سال ۲۰۱۰ میلادی، ۱۵۵ نفر بوده‌است.